# Vêpres asiatiques
Pour les articles homonymes, voir Vêpres (homonymie).

Asie mineure et région environnante, 89 av.

Les Vêpres asiatiques (également connues sous le nom de Vêpres éphésiennes ou Vêpres de 88 av. J.-C.) se réfèrent à un épisode sordide précédant la première guerre mithridatique, servant de casus belli, ou cause immédiate de la guerre.

## Contexte
Rome avait été invitée à arbitrer des différends de longue date entre le royaume de Bithynie et le royaume du Pont, qui étaient situés côte à côte sur la rive sud de la mer Noire. Les familles dirigeantes de chacun de ces royaumes descendaient de satrapies persanes non incorporées dans l'empire d'Alexandre le Grand. Des troupes romaines avaient été invitées en Anatolie en tant qu'alliés de la république de Rhodes qui y avait des avoirs. Maintenant qu'elles étaient là, les deux rois ont décidé de demander au Sénat romain de régler leur différend.

## Le choix du Sénat
Après délibération, le Sénat a décidé de soutenir la Bithynie. Le roi du Pont, Mithridate VI, jusqu'ici ami de Rome, dont les ancêtres avaient envoyé des navires pour les aider pendant la troisième guerre punique, était prêt à accepter cette décision. Cependant, le contrôle des troupes sur le terrain par le Sénat  était faible. À l'instigation des soldats, les officiers romains d'Anatolie ont commencé à exhorter les Bithyniens à dévaster le Pont, affirmant à tort que le décret du Sénat promulguait un conflit armé. Le Sénat avait en effet ordonné à l'armée qu'en cas de guerre entre la Bithynie et le Pont, elle devait aider l'armée bithynienne[réf. nécessaire]. À ce titre, ils auraient eu une part du butin de guerre résultant du pillage des riches villes d'Anatolie.

## Le massacre de citoyens romains par Mithridate
Désireux de faire plaisir à leurs conseillers romains, les Bithyniens ont commencé à ravager le Pont aidé par des soldats romains mercenaires. Mithridate a tenté de s'y opposer en vain par la voie diplomatique. Déçu par cet échec, il se tourna vers ses amis et alliés hésitants en Anatolie en leur offrant des cadeaux et des promesses. Ainsi il les débarrasserait des Romains d'un seul coup. Il les a convaincus d'orchestrer l'assassinat de tous les citoyens romains et italiens en Asie Mineure (Anatolie). Le massacre a été minutieusement planifié pour avoir lieu le même jour dans plusieurs villes disséminées sur l'Asie mineure : Ephèse, Pergame, Adramyttion, Caunus, Tralles, Nysa et l'île de Chios.
Les estimations du nombre d'hommes, de femmes et d'enfants tués varient de 80 000 à 150 000. Les esclaves qui ont aidé à tuer leurs maîtres romains et ceux qui parlaient d'autres langues que le latin ont été épargnés. Bien que couronnée de succès à court terme, l'opération n'a pas réussi à faire quitter l'Anatolie aux Romains. Lorsque la nouvelle du massacre parvient à Rome, la colère du peuple atteint son apogée et le Sénat déclare la guerre à Mithridate en session extraordinaire, confiant la conduite militaire aux consuls de l'année.

## La réponse des Romains
La déclaration a été immédiate, mais la mise en œuvre du mandat reçu par Sylla a été retardée par la guerre civile à Rome. Et après qu'il eut pris le commandement des légions à Nola, une assemblée romaine a voté une loi le privant de son autorité en faveur de Caius Marius. Sous l'impulsion de ses hommes, Sylla marche sur Rome pour affirmer l'autorité du Sénat. Enfin assuré de son mandat, après un an d'inactivité sur le front oriental, il traverse l'Adriatique avec un minimum de troupes, n'ayant aucun grand navire de guerre. Pendant ce temps, Mithridate a créé une grande flotte qui a nettoyé la mer Égée des Romains. Il a aussi conquis la ville d'Athènes, faisant appel à ses partisans, dont les philosophes péripatéticiens.
Malgré ses efforts, il n'a pu cependant prendre le port de Rhodes, les Rhodiens étant de grands marins dotés de navires efficaces dont s'inspirent les Romains pour redessiner les leurs. Et lorsque les hommes de Sylla sont arrivés à Athènes pour l'assiéger, toute la Grèce continentale s'est ralliée à la cause romaine. Il s'ensuivit une série de conflits connus sous le nom de guerres mithridatiques.

## Datation du massacre
La date du massacre est contestée par les historiens modernes qui ont longuement écrit sur la question. Sherwin-White place l'événement à la fin de 89 ou au début de 88 av. J.-C. Badian, affirmant que « la précision semble impossible », la situe dans la première moitié de 88 av. J.-C., au plus tard au milieu de cette année. Le nom « Vêpres éphésiennes » a en fait été inventé en 1890 par l'historien Théodore Reinach pour décrire le massacre, faisant une analogie rétrospective avec les vêpres siciliennes de 1282. Les historiens suivants ont adopté une variante de l'expression, utilisant les vêpres comme euphémisme pour « massacre ».

## Remarques
1. ↑  « Appian, The Mithridatic Wars 5.22 », www.livius.org (consulté le 18 juin 2019)
2. ↑  Orosius, 6.2.2-3; Eutropius, 5.5.2.
3. ↑  Valerius Maximus 9.2.3; Memnon 22.9.
4. ↑  Plutarch, 24.4.
5. ↑  Mayor, pp.13-24.
6. ↑  Sherwin-White, pp. 1981-1995.
7. ↑  Badian, pp. 105-28.
8. ↑  Reinach, p. 131.